# El despertar de los muertos (Grimm)
El despertar de los muertos (traducido de esa forma al español en América Latina y en España)- Título original en inglés The Waking Dead es el vigésimo primer episodio de la segunda temporada de la serie de televisión estadounidense de drama/policíaco/sobrenatural/Fantasía oscura Grimm. El guion principal del episodio fue coescrito por los creadores de la serie David Greenwalt y Jim Kouf, y la dirección general estuvo a cargo de Steven DePaul. 
El episodio se transmitió originalmente el 14 de mayo del año 2013 por la cadena de televisión estadounidense NBC. El episodio debutó en Hispanoamérica hasta cuatro meses después de su estreno original, el 2 de septiembre del mismo año con subtítulos y doblaje al español incluidos. 
En este episodio Nick y Hank comienzan a resolver un nuevo caso de los wesen cuando descubren que algunos sospechosos de un crimen murieron en más de una ocasión. En Viena Adalind contempla tomar una decisión que bien podría marcar sus verdaderos intereses al verse atrapada ante las misteriosas sugerencias de Stefania y de las advertencias de Frau Pech. Mientras en tanto Juliette decide averiguar de una vez por todas cual es el mayor secreto de su novio, poniendo en riesgo su salud mental. 

## Argumento
En Viena, Adalind Schade y Eric Renard se preparan para tener un momento de intimidad cuando son interrumpidos por una llamada de emergencia del rey Renard. Adalind espía un poco de la llamada descubriendo que Eric tiene planeado ir a Portland y reunirse con alguien que responde al nombre de Baron Samedi. Más tarde Adalind es visitada por Stefania Vadauva Popescu, quien le explica que ha encontrado una manera de regresarle sus poderes Hexenbiest a cambio de su hijo de sangre de real, y le pide de favor que firme un contrato escrito en su totalidad en romano. Al ser una abogada, Adalind lo piensa dos veces antes de firmar el contrato, pero Stefania sin darse por vencida fácilmente, toma una impresión de la mano de Adalind y se va del departamento sin notar que estaba siendo observada por Frau Pech.  
En Portland, Juliette se disculpa por Nick por la forma en la que lo trato mientras estuvo recuperándose de su amnesia y de esa manera los dos se disponen a reanudar su noviazgo de forma lenta pero segura. Unas horas después Nick y Hank son llamados por el Sargento Wu para investigar el misterioso asalto de Richard Mulpus a una propiedad ajena luego de que el hombre que en realidad era un Coyolt, terminara por ser asesinado en defensa propia por el sargento Franco. Antes de dejar la escena del crimen, Nick ve a un hombre con sombrero de copa retirarse en un auto. 
En el precinto, los dos detectives descubren sorprendidos que Richard Mulpus había sido dado por muerto desde hace tres días, y al no pensar en una respuesta lógica que respalde su descubrimiento los dos deciden convencerse de que se trata de un error. No obstante a medida que se van adentrando al caso, Nick y Hank terminan por confirmar que de alguna manera el sospechoso revivió para causar más problemas. Para cuando reciben un reporte de la sustancia hallada en el cadáver de Mulpus, descubren que es una combinación de toxinas que causan un estado parecido a la muerte y de agresión. Basándose en las pistas que han juntado, los dos detectives determinan que el caso con el que lidian es uno sobrenatural y al investigar en los libros de la tía Marie, encuentran pasajes sobre los Cracher-Mortel, el nombre de una especie de Wesen con un parecido a peces globo cuya saliva les permite poner a sus víctimas en un estado cercano a la muerte y controlarlos de forma efectiva, además de que suelen ser vulgarizados como los guede del vudú.  
Mientras en tanto el misterioso hombre de sombrero de copa, da un recorrido por la ciudad de Portland y con sus poderes de Cracher-Mortel comienza a crear a su pequeño ejército de zombis para un propósito desconocido.
Juliette por su parte en sus intentos por terminar de cerrar de una vez por todas los cabos sueltos en su mente, le hace una vista a Monroe para convencerlo de mostrarle lo que iba a contemplar lo noche que cayó en su coma místico. Al ya no poder continuar evadiendo esta confrontación, Monroe junto a Bud y la veterinaria se detienen en la tienda de especias de Rosalee. Lugar donde los tres wesen terminan por mostrar sus woge ante la mirada atónita de Juliette.
De regreso en Viena Eric Renard aborda su jet y le avisa a su hermano en una llamada telefónica sus planes de llegar a Portland. Mientras Frau Pech le advierte a Adalind de no confiar en Stefania al revelarle lo delicado que puede ser si las personas equivocadas se enteran de su embarazo. Poco después Frau Pech le comenta al espía de Renard sobre alguien que lleva a un bebe de la realeza en su vientre. Como era de esperarse el espía le comenta la noticia a Sean Renard, quien tras enterarse le dice que serían unos tontos si no ofrecen un contra oferta. Adalind decide hablarle a Stefania sobre las advertencias de Frau Pech, y aunque la gitana permanece calmada mientras dura la llamada, una vez que cuelga, esta descarga mucha ira y frustración al escuchar que la anciana Hexenbiest podría interponerse en sus planes. 
En Portland Nick y Hank se enteran de que Juliette ahora sabe sobre la existencia de los Wesen y por lo tanto ya puede decidir si quedarse o alejarse de dicha vida. Nick decide visitar a Juliette en su hogar para averiguar la respuesta de la misma. 
En la habitación de un hotel, Eric se reúne con Baron Samedi, quien resultó ser después de todo el Cracher-Mortel y el hombre de sombrero de copa.

## Elenco
- David Giuntoli como Nick Burkhardt.
- Russell Hornsby como Hank Griffin.
- Bitsie Tulloch como Juliette Silverton.
- Silas Weir Mitchell como Monroe.
- Sasha Roiz como el capitán Renard.
- Bree Turner como Rosalee Calvert.
- Reggie Lee como el sargento Wu.
- Claire Coffee como Adalind Schade.

## Producción
La frase al comienzo del episodio y algunos fragmentos de la trama son sacados del mito de Guinee. 
Antes de su estreno y tras la confirmación del título del episodio se habían difundido rumores sobre la presencia de zombis en este episodio.

### Actuación
El actor Reg. E Cathey fue reclutado en el episodio para interpretar a una reinvención del personaje Baron Samedi en el último arco de la segunda temporada de la serie.

### Continuidad
- Juliette por fin termina por descubrir y comprender el secreto mejor guardado de Nick: la existencia de los Wesen.
- Eric Renard llega a Portland.
- Frau Pech menciona que el bebe de Adalind nacerá en 7 meses.
- El oficial Franco ha sido ascendido a sargento.

## Recepción

### Audiencia
En el día de su transmisión original en los Estados Unidos por la NBC, el episodio fue visto por un total de 5.013.000 de telespectadores. Sin embargo, el total de personas que vieron y descargaron el episodio fue de 8.470.000 de espectadores.

### Crítica
Kevin McFarland de AV Club le dio al episodio una B en una categoría de la A a la F comentando: "El dramático cliffhanger podría carecer de intensidad, en vez de inspirar algunas preguntas, pero es un testamento del progreso que el show ha hecho incluso cuando la estructura no cuadra junta o se forma apropiadamente, hay suficientes momentos positivos de personajes para mantenerlo interesante. Todo está listo para el final de la siguiente semana, construyéndose lentamente con largas escenas en vez de cortar escenas rápidamente y poner las pistas juntas en un saludable clip." También comento:"Hay tanto en el aire al final de este episodio— el destino de Adalind, la relación de Juliette y Nick, el plan supremo de Eric, ese sujeto en Viena al que Sean le sigue hablando—que el grado de esta semana es más arbitrario y provisional que de costumbre. Pero Buffy prácticamente lidiaba con estos finales la mayor parte del tiempo, y Ángel también lo intento muchas veces, por lo que se ve bien que Kouf y Greenwalt (quienes co escribieron el episodio de esta noche) se les permita el final de la siguiente semana antes de que se aclare lo que sea se esté planeando para desarrollarse."